# 認了吧
《認了吧》為香港歌手陳奕迅的國語音樂專輯，於2007年4月24日正式發行。

## 簡介
本專輯收錄專輯內共有10首歌曲，包括兩首全新國語歌：《淘汰》和《快樂男生》。其餘8首皆是改編自2006年的粵語專輯《What's Going On...?》，分別如下：《煙味》改編自《裙下之臣》、《紅玫瑰》改編自《白玫瑰》、《月黑風高》改編自《黑擇明》、《愛情轉移》改編自《富士山下》、《好久不見》改編自《不如不見》、《白色球鞋》改編自《粵語殘片》，另外兩首重新編曲，使得改編自《心深傷透》的《愛是一本書》成為R&B的曲風；改編自《最後的嬉皮士》的《第一個雅皮士》成為一首Big Band Song。
香港版專輯還收錄了一首叱咤903長篇廣播劇「黃金少年 Season III」的粵語插曲《月球上的人》。

## 曲目
| 次序 | 歌名         | 作曲              | 填詞   | 編曲                     | 監製                                        | 粵語版本     |
| ---- | ------------ | ----------------- | ------ | ------------------------ | ------------------------------------------- | ------------ |
| 1.   | 煙味         | Alex San          | 方文山 | Alex San                 | Davy Chan、C.Y. Kong、陳奕迅                | 裙下之臣     |
| 2.   | 淘汰         | 周杰倫            | 周杰倫 | C.Y. Kong                | Davy Chan、C.Y. Kong、陳奕迅                |              |
| 3.   | 快樂男生     | C.Y. Kong         | 易家揚 | C.Y. Kong                | 梁榮駿、C.Y. Kong、Davy Chan、Stanley Leung |              |
| 4.   | 紅玫瑰       | 梁翹柏            | 李焯雄 | 梁翹柏                   | 梁翹柏                                      | 白玫瑰       |
| 5.   | 月黑風高     | C.Y. Kong         | 林夕   | C.Y. Kong                | 梁榮駿、C.Y. Kong                           | 黑擇明       |
| 6.   | 愛情轉移     | Christopher Chak  | 林夕   | 陳珀、C.Y. Kong          | 梁榮駿                                      | 富士山下     |
| 7.   | 好久不見     | 陳小霞            | 施立   | 孫偉明、C.Y. Kong / 陳珀 | Davy Chan、C.Y. Kong、陳奕迅                | 不如不見     |
| 8.   | 愛是一本書   | Davy Chan         | 易家揚 | Davy Chan                | Davy Chan、C.Y. Kong、陳奕迅                | 心深傷透     |
| 9.   | 第一個雅皮士 | 梁翹柏            | 周耀輝 | Ted Lo                   | 梁翹柏                                      | 最後的嬉皮士 |
| 10.  | 白色球鞋     | C.Y. Kong、陳奕迅 | 姚謙   | C.Y. Kong                | Davy Chan、C.Y. Kong、陳奕迅                | 粵語殘片     |

| 香港特別版 | 香港特別版 | 香港特別版 | 香港特別版 | 香港特別版 | 香港特別版      |
| 曲序       | 曲目       | 作曲       | 编曲       | 製作人     | 备注            |
| ---------- | ---------- | ---------- | ---------- | ---------- | --------------- |
| 11.        | 月球上的人 | 蘇耀宗     | 王菀之     | 蘇耀宗     | 粵語Bonus Track |

### 音樂錄像
| 曲目次序 | 歌名       |
| -------- | ---------- |
| 02       | 淘汰       |
| 03       | 快樂男生   |
| 06       | 愛情轉移   |
| 07       | 好久不見   |
| 08       | 愛是一本書 |

## 大眾迴響及銷售情況
在台灣，本專輯曾登上G-Music 風雲榜 (華語榜)共十三週，最高排行第3位。

## 相關獎項或提名

### 專輯《認了吧》
- 香港：2007年度新城國語力頒獎禮－新城國語力優秀專輯
- 香港：IFPI香港唱片銷量大獎2007－十大銷量國語唱片
- 台灣：第十九屆金曲獎－最佳國語男歌手獎（提名）
- 中國：北京2008年度音樂風雲榜頒獎盛典－（港台）最佳專輯

### 歌曲《淘汰》
- 香港：2007年度十大勁歌金曲頒獎典禮－最受歡迎華語歌曲獎銀獎
- 香港：2007年度TVB8金曲頒獎典禮－十大金曲獎
- 香港：2007年度TVB8金曲頒獎典禮－最佳監製

### 歌曲《愛情轉移》
- 台灣：2007中華音樂人交流協會－年度十大單曲
- 中國：2007年度中國移動無線音樂排行榜－最暢銷影視金曲獎（下載7217538次）
- 中國：第八屆華語音樂傳媒大獎－年度國語歌曲
- 中國：2008年度音樂風雲榜頒獎盛典－（港台）年度最佳歌曲
- 中國：2008年度音樂風雲榜頒獎盛典－（港台）年度最佳作詞
- 中國：2008年度音樂風雲榜頒獎盛典－（港台）年度最佳作曲

### 歌曲《好久不見》
- 日本：2008年MTV日本音樂錄影帶大獎－最佳BuzzAsia獎（提名）

## 其他歌手翻唱版本

### 歌曲《淘汰》
- 2009年12月13日：香港女演員及歌手胡杏兒於個人演唱會－Neway Music Live 09第四撃x 胡杏兒中翻唱（曲序：05）。

## 外部連結
- 認了吧 - 環球唱片專頁 （页面存档备份，存于）
- G-Music 風雲榜 (華語榜) （页面存档备份，存于）